# Ectropotheciopsis novoguineensis
Ectropotheciopsis novoguineensis är en bladmossart som beskrevs av Fleischer 1923. Ectropotheciopsis novoguineensis ingår i släktet Ectropotheciopsis och familjen Hypnaceae. Inga underarter finns listade i Catalogue of Life.